# 통천 김씨
https://cafe.naver.com/tongchon
통천 김씨(通川金氏)는 강원도 통천군을 본관으로 하는 한국의 성씨이다.
시조 김교(金較)는 경순왕의 손자로 고려 광종 때 통주군(通州君)에 봉해졌다. 혹칭 통주 김씨(通州 金氏) 또는 금양 김씨(金壤 金氏)라 한다.

## 역사
통천김씨는 고려 초 금양, 고려 중엽부터 조선 초기까지는 통주, 조선 중기 이후 통천으로 관향해 온 씨족이다. 고려 우왕 6년(1380, 홍무 13년 3월)과 조선 태조 7년(1398, 홍무 31년 4월)에 발간된 중랑장공 외가 호구 입안과 세종 8년(1427 선덕 2년)에 작성된 중령랑장공 부인 하동정씨 분재 문권의 기록을 토대로 1701년 족보 초간본이 발간되었다. 수의교위 흥위위 중령랑장 김호는 통천김씨 중시조 광정대부 판도판서 문한학사 김원등의 아들이다. 중랑장공 김호의 외조부는 전 감문위랑장 최천일로 해주최씨이며 옛 이름은 유이다. 최천일의 아버지는 장사랑 선관 서승의 백심으로 옛 이름은 득송이다. 할아버지는 사순위 역영산 원책이며 증조부는 복익대부 부지 밀직사 판도판서 문한학사 홍계이다.
통천김씨 중시조 원등의 아들 호는 중랑장공 외가호구입안(1380년)에 내시직장동정으로 기록되어 있고, 중령랑장공 부인 하동정씨 분재 문권(1427년)에는 중랑장, 조선 국조방목에는 세종 1년 기해 식년시 대과 합격자로 기록되어 있다. 김호는 아들 셋을 두었는데 첫째는 김여산으로 진산교도를 지냈으며 완산읍지 생진과환록에 생진 입격자로 기록되어 있다. 둘째 김중령은 완산읍지에 음직으로 군수를 지냈으며 그의 아들 경도 완산읍지에 부사를 지낸 것으로 기록되어 있다. 셋째는 전직을 지낸 김중복인데 중복의 6대손 김빙은 1589년 기축옥사 때 형조좌랑 추국관으로 백유함의 모함을 받아 역적으로 몰렸다. 김빙의 아버지 김익한은 경기전 참봉으로 전주 경기전 중건 책임을 맡은 바 있으며 전라도 관찰사 송인수가 그의 효행 상직 문제를 올린 내용이 중종실록 102권 을유 두번째 기사(중종 39년 4월 17일)에 상세히 기록되어 있다. 김익한은 명종 1년(1546) 병오 증광시에 입격하였다. 
기축옥사 때 역적으로 몰려 비운의 운명을 맞은 김빙이 세상에 알려지면서 몇몇 기록에 김빙이 통천김씨의 시조인 것처럼 잘못 기록되어 있다. 문과방목과 사마방목의 기록에서 보는 바와 같이, 김빙 이전 김호(1419), 김권(1517), 김원(1553)의 대과 급제자를 비롯하여 김득개(1534), 김익한(1548), 김진(1552), 김응개(1558) 등이 생원과 진사로 합격하여 남원도호부사, 홍문관 교리, 진산교도 등의 관직을 따라 중앙과 지방에서 활약해 온 선조들이 즐비하다. 
기축옥사(1589년)로 수많은 전라도 선비들이 고초를 당하게 되는데 김빙이 역적으로 몰리며 통천김씨 가문은 혹독한 시련을 겪게 된다.  게다가 불과 3년 후인 1592년 임진왜란이 발발하고 중시조 원등의 9세 김진의 아들 여련이 선조를 호종하다 순절하게 된다. 여련은 서암이라는 시호와 정려를 하사받았다. 그러나 김진과 성균관 생원으로 가깝게 지내던 의병장 고경명과 김진이 지은 남계정에 서문을 썼던 의병장 조헌이 순국하면서 가문의 시련이 가중되게 된다. 그뿐 아니라 임진왜란 때는 전북 완주군 소양면 이림리에 세거하던 통천김씨 군수공파 일족이 멸족하는 상태에 이른다. 1589년 기축옥사를 시작으로 1592년 임진왜란과 정유재란을 겪으면서 통천김씨의 가세는 완전히 기울게 된다.
통천김씨의 족보가 만들어지는 1701년은 그로부터 100여 년의 세월이 지난 상태이다. 초간본을 만들 당시에는 상계의 기록은 물론 묘마저도 실전된 경우가 많았다.  다행히 가전되어 오던 중랑장공 외가 호구 입안과 중령랑장공 부인 하동정씨 분재 문권 그리고 몇몇 가승들에 기반하여 족보가 만들어졌다. 족보가 만들어지기 전의 기록, 조선 문과방목과 사마방목 그리고 완산읍지 등의 기록에 통천김씨의 본관으로 통주와 통천이 함께 기록되어 있다. 통천, 통주의 옛 지명 금양김씨와 관련해서는 이규보의 동국이상국집 서문에 이규보의 어머니가 금양김씨로 기록되어 있고 그의 아버지 김중권은 울산현위이며 명현으로 기록되어 있다.
1701년 간행된 족보 초간본 《신사보》에는 통천군 교를 시조로 하고 이후 이청과 위 이외의 기록은 실전되어 고려 말 상서공 광정대부 판도판서 문한학사에 오른 김원등(金遠登)을 중시조로 하여 계대를 잇고 있다. 통천김씨의 계파는 김호의 세 아들로부터 진산교도공파, 군수공파, 전직공파로 분파되어 지금에 이른다. 임진, 정유 양란 이후 가세가 크게 기운 뒤 과거 급제자를 배출하지 못하고 오직 세 분만이 생진 시험에 합격하였다. 이는 기축옥사와 임진왜란, 정유재란을 겪으면서 그리고 이후의 혼란스러운 정치에 혐오감을 느끼고 더 이상 벼슬에 나가지 말라는 회수공 김여순의 유언도 일정한 영향을 주었던 것으로 보인다.
지방문화재로 1580년 남계 김진이 합천교도를 마치고 낙향하여 제자들을 가르치기 위해 건립한 남계정이 전북 완주군 구이면에 남아 있다. 남계정에는 전라도관찰사 신응시, 의병장 고경명, 의병장 조헌을 비롯하여 경기전 참봉 정의관, 태인현감 이승경, 홍문관 교리 김우휴, 홍문관 교리 고시홍, 승지 신직모, 영희전 참봉 김계진, 대사간 정재영, 진사 조경, 고재 이병은, 금재 최병심 등의 글과 시가 남아 있다. 몇몇 문집들은 기록으로만 남아있고 벽동군수 김응의가 남긴 죽포집이 현존한다. 전선지에 추파 김종하는 남계 진의 후손으로 부모에 효심이 지극하고 경전을 탐구하는 데 조금도 영리를 추구하지 않았다고 기록되어 있다. 조선왕조실록과 완산지 등에 효행과 충절로 정려가 하사된 김원, 김진, 김여련, 김이강 등의 정려는 가세가 기울어 만들어지지 못하였다.

### 선계 소원
족보 초간본(1701년)에 통천김씨 시조의 휘는 교(較)이며 통천군(通川君)으로 기록되어 있다.
또 1784년 개성 어느 산기슭에서 우연히 발견되었다는 《김은열 묘지명》에 등장하는 경순왕 8자들 중 제1자 김일(金鎰)이 시조 김교의 아버지라 한다. 그는 신라 경순왕의 장자인 마의태자와 동일인이라 한다.
그리하여 시조의 아버지 김일에 대해 마의태자의 행적과 동일시 하며, 그는 신라가 망하자 강원도 인제에서 신라 국권 회복 운동을 하다가 고려군에 패배한 이후에 금강산에 입산하였는데, 이때 그의 차남 김교(金較)가 인제에 남겨지게 되고 이후 고려 광종때 공을 세워 통주군(通州君)에 봉해졌다고 한다.
그러나 《김은열 묘지명》은 배위 및 생애 등이 누락되어 있고, 단지 형제 서차만 기술되어 있을 뿐 완전하지 않다는 것이다. 뿐만 아니라 1785년 경주 김씨 김사목이 족보에 옮기는 과정에 이름을 개명하고, 시호를 작호하는 등 가필을 심하게 하였다. 아들들 이름 또한 《고려사》 등의 문헌은 물론이고 그 어떤 금석문 자료에도 찾아볼 수가 없다는 점 때문에 진위 여부에 대해 의문을 받고 있다.
그리고 《증보문헌비고》·《조선씨족통보》등의 문헌에도 신라 경순왕의 마의태자와 시조의 아버지라는 김일(金鎰)을 별도 인물이라 기술하고 있다.
1970년 《경술보》에 정난공신 김위(金渭)와 중시조 김원등(金遠登) 사이의 7위의 계대를 「김교-김욱-김이청-김위-김원상-김수웅-김광중-김체-김수강-김자정-김칠수-김원등」으로 하였다. 
시조로 소원시킨 김교(金較)의 유적은 강원도 통천군 통천읍 동봉곡에, 사당은 통천읍 감당면 내동에 조성하였다. 중시조 김원등(金遠登)의 단소(壇所)는 전라북도 완주군 구이면 덕천리 대종산에 있다.

### 타 성씨와의 관계
안산 김씨 : 1701년 《신사보》에 별책으로 기록한 정난공신 김위(金渭)를 안산 김씨에서는 시조로 모시고 있으며, 김위의 아들 판삼사사 김원상(金元祥)도 마찬가지이다.
광산 김씨 : 통천 김씨 측에서는 7세 김광중(金光中)과 8세 김체(金蔕)가 경순왕 1자 김일(金鎰)의 후손이라 하는데, 광산 김씨에서는 신무왕의 세째아들 김흥광(金興光)의 9세와 10세라 한다. 이와 같이 계통이 전혀 다른데도 불구하고 잘못된 내용이 2003년 《계미보》까지 이어져 왔다.

### 분파
- 진산공파 : 파조 진산교도(珍山敎導) 김여산(金如山)
- 군수공파 : 파조 군수(郡守) 김중령(金仲齡)
- 전직공파 : 파조 전직(殿直) 김중복(金仲福)

## 분적
- 금화 김씨(金化 金氏) : 시조 조선시대에 진사(進士)를 지낸 김낭(金浪, 김랑)이다.[6]

## 관향 변천
지명 변천에 따라 관향도 1285년(충렬왕 11)까지는 금양 김씨(金壤 金氏)로, 1413년(태종 13)까지는 통주 김씨(通州 金氏)로, 이후 현재까지는 통천 김씨(通川 金氏)로 하였다.
고려 중기 대문호 이규보의 《동국이상국집》 연보 무자년(戊子年. 1168년)에 그의 어머니는 금양 김씨(지금의 통천 김씨)로 외조부 김중권(金仲權. 이후 이름은 시정(施政))은 당시 큰 학자(원문 中古의 名儒)로 과거에 급제하여 울진 현위(蔚珍 縣尉)를 지냈다고 기록하고 있다.
문헌상의 시조인 김빙(金憑) 이전과 족보 초간본인 《신사보》 발간 이전의 《국조방목》이나 《사마방목》의 합격자 명단 및 음서나 《국조문과방목성보》의 대과 합격자 기록에는 관향이 통주 혹은 통천으로 기록되어 있다.

## 세거지
고려·조선 시대에는 후손들이 관직을 따라 강원도 통천에서 전라도 완산(完山), 충청도 서천 지방으로 이주하였다. 중시조 김원등(金遠登)의 4세 보공장군 창정(昌庭), 부사 경(경), 남포현감 훈(勛), 5세 병절교위 인원(引元), 부사 석필(碩弼), 6세 남원부사 권(權), 대구판관 평(枰), 7세 홍문관 수찬 시보(時輔), 충무위 부사직 홍개(弘愷), 8세 의정부 좌찬성 개근(漑根), 첨정 응회(應淮), 9세 홍문관 교리 원(瑗), 유학자 남계 진(瑱) 등으로 세계를 이으며 연면히 가통을 이었다.
그러나 1589년 기축옥사 때 형조좌랑, 추국관 김빙이 백유함의 모함을 받아 역적으로 몰려 집안이 큰 시련을 맞는다. 그후 불과 3년 후에 임진왜란이 발발하였고 임진왜란 때 10세 김여련(金汝鍊)이 선조를 따라 호종하다 전사하고, 완주군 소양 일대에 거주하던 군수공파 일족들이 의병으로 출정하여 전몰하였다. 또한 평안남도 강서군 봉명서원(鳳鳴書院)에 배향된 김응의(金應漪)가 이괄의 난을 평정하다 순절하여 초혼장(招魂葬)으로 묻히는 등 역사적 시련으로 후손이 흩어지고 행방불명이 되어 오늘날 소족으로 남게 되었다.

## 과거 급제자
통천 김씨는 족보 이외의 기록에 고려 문과 1건, 조선 문과 6건, 생원진사시 10건, 음사 2건의 기록이 남아있다. 여기 제시된 과거 급제자 기록은 혹시라도 있을 수 있는 오류를 벗어나기 위해 족보 이외에서 확인되는 기록만을 올린 것이다. 명종 1년(1546)  병오 증광시에 입격한 김익한의 기록은 그 동안 완산지와 족보에 기록되어 있었다. 그 동안은 시험에 대한 정보를 확인하지 못하였는데 최근 한국역대인물종합정보시스템에 입격 시험에 대한 기록과 자료가 탑재되었다.   
고려 문과
김중권(金仲權) 
조선 문과
김호(金浩) 세종 1년(1419) 기해 증광시 동진사 20위
김권(金權) 중종 12년(1517) 정축 별시 3등
김원(金瑗) 명종 8년(1553) 계축 별시 병과 12위 
김빙(金憑) 선조 13년(1580) 경진 별시 병과 2위  
김여련(金汝鍊) 선조 21년(1588) 무자 식년시 병과 21위
김응의(金應漪)

생원시
김호(金浩)        태종 14년(1414) 갑오 식년시 생원 1등 
김익한(金翼漢)  명종 1년(1546) 병오 증광시 생원 3등  
김진(金瑱)        명종 7년(1552) 임자 식년시 생원 2등
김응개(金應愷)  명종 13년(1558) 무오 식년시 생원 2등
김여순(金汝錞)  선조 36년(1603) 계묘 식년시 생원 3등
김오일(金五一)  현종 14년(1673) 계축 식년시 생원 2등
진사시
김득개(金得愷)  중종 29년(1534) 갑오 식년시 진사 3등
김윤환(金閏煥) 고종 28년(1891) 신묘 증광시 진사 3등

완산지 생진 기록
김여산(김여산) 호의 자 
김익한(김익한) 통천군 교 후 

완산지 음사 기록
김중령(김중령) 군수
김경(김경) 중령 자 부사

## 유적지
- 강원도 통천군 통천읍
- 강원도 인제군 상남면
- 황해도 개성시 일대
- 전북 완주군 구이면 두현리(청명동)
- 전북 완주군 소양면 이림리
- 전북 전주시 안덕원
- 충남 보령시 웅천읍 두룡리(두룡산)
- 충남 서천군 비인면 장포리(포성대)
- 충남 서천군 비인면 관리(안익골 완리산)
- 충남 서천군 종천리(봉산)
- 충남 서천군 판교면 우라리
- 충남 보령시 남포면 옥동리(옥마산)
- 충남 보령시 웅천읍 두룡리(주렴산)
- 경남 산청군 단성면 등지에 남아있다.